# Neobythites analis
Neobythites analis är en fiskart som beskrevs av Barnard 1927. Neobythites analis ingår i släktet Neobythites och familjen Ophidiidae. Inga underarter finns listade i Catalogue of Life.